# 模范监狱

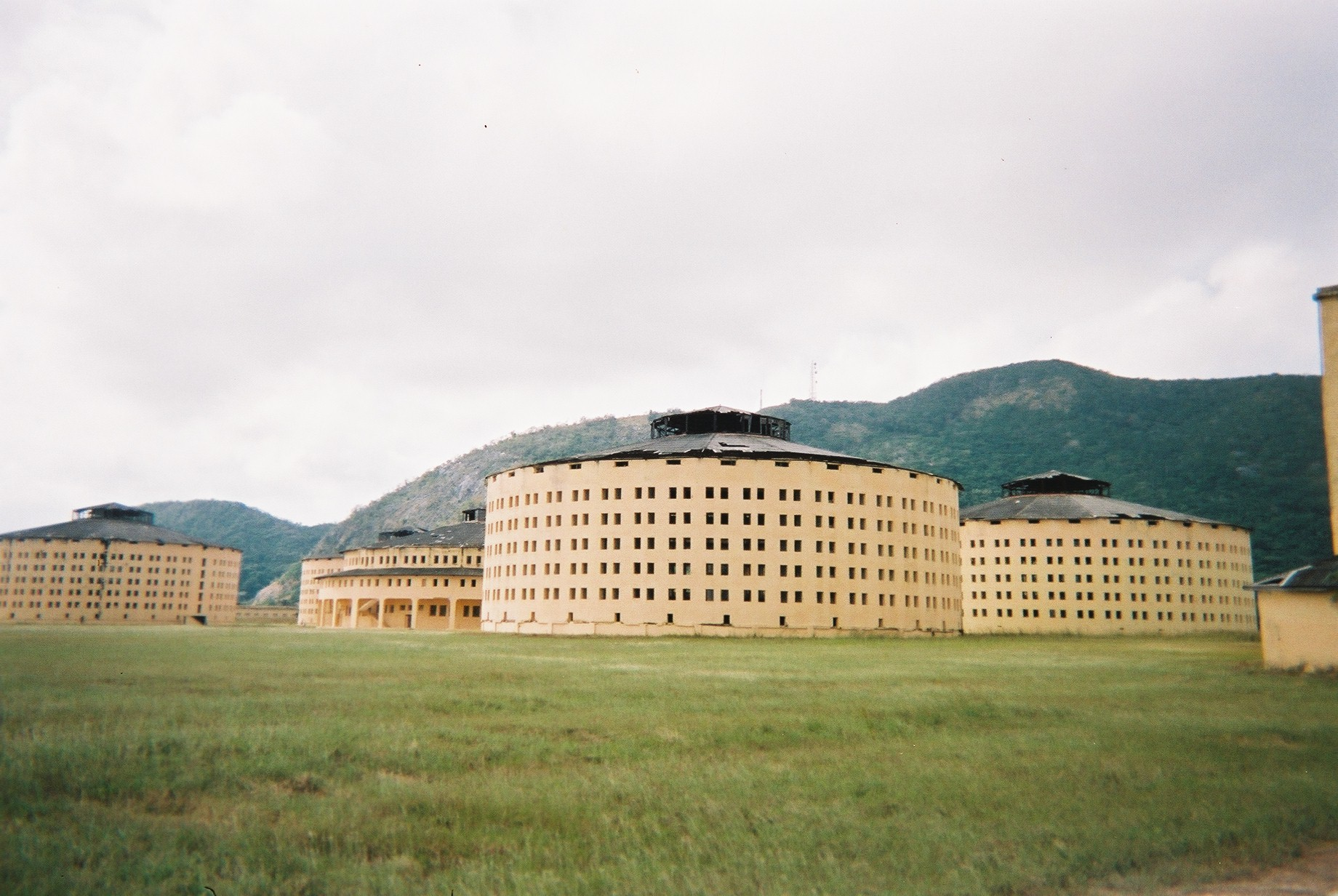
2005年的模范监狱

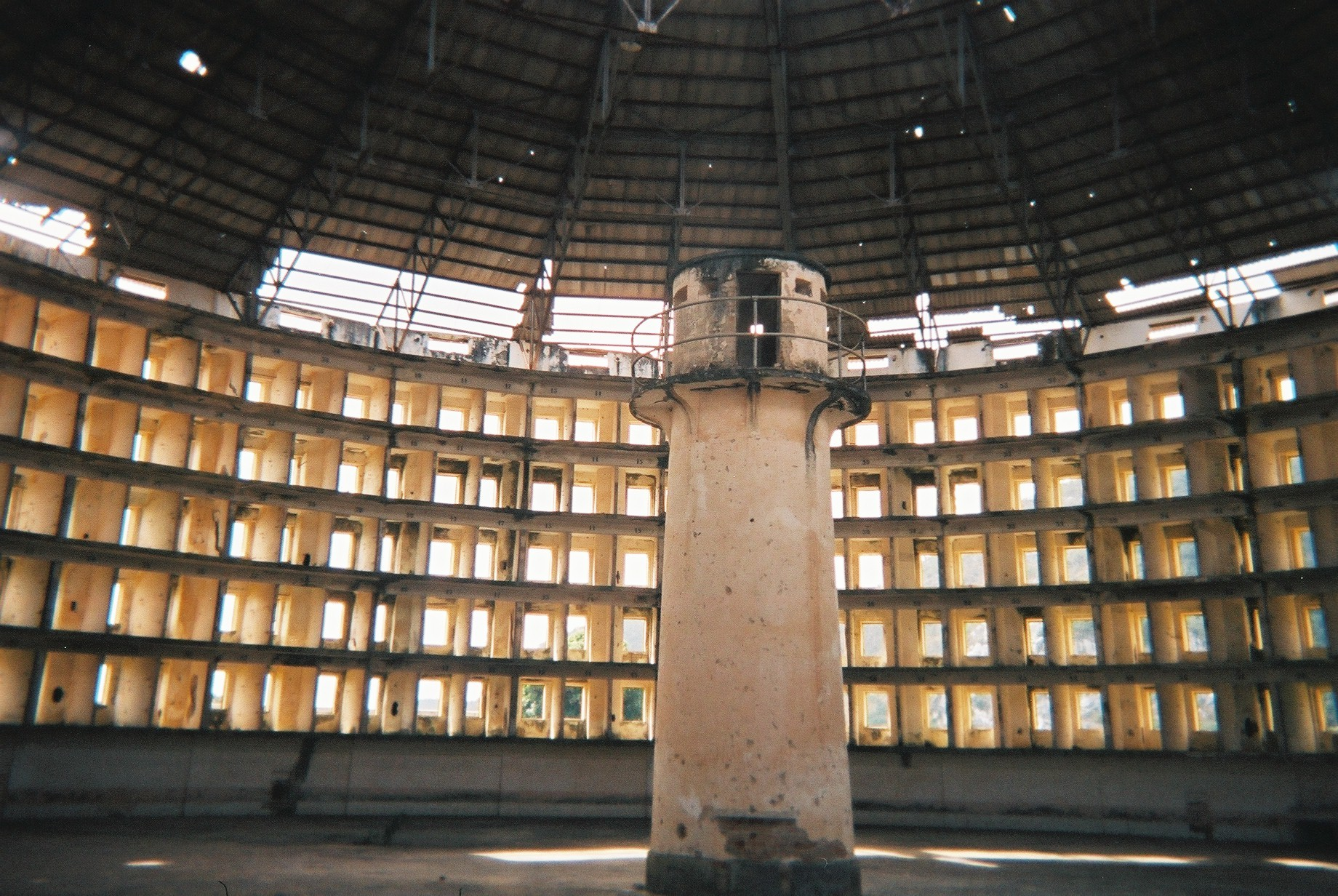
监狱内景

模范监狱（西班牙語：Presidio Modelo）是古巴青年岛（旧称松树岛）历史上的一座监狱，位于今新赫罗纳郊区的查孔区。它采用圆形监狱的设计。
该监狱建于1926年—1931年独裁者格拉多·马查多执政期间。监狱共有五个圆形监狱区，牢房围绕中央观察哨分层建造，最多可容纳5000名囚犯。这种圆形监狱的设计让狱警可以随时监视囚犯。1953年7月攻打蒙卡達兵營行動失败后，起义军的幸存者中有30人（包括菲德尔·卡斯特罗和劳尔·卡斯特罗兄弟）被囚禁在那里，直到1955年。当时，四栋圆形建筑里关押6000人，每层楼都堆满垃圾，没有自来水，食物配给很少，政府只提供基本的生活必需品。1967年，古巴政府永久关闭该监狱。
该监狱现为博物馆，并被指定为国家纪念建筑。原监狱行政大楼现为学校和研究中心。